# Народна библиотека Мерошина
Народна библиотека Мерошина је градска градска библиотека, а по типу и функцијама је народна и матична. 

## Опште информације
Библиотека се налази се на адреси Цара Лазара 19 и једина је установа из области културе у општини Мерошина која преузима на себе улогу организатора свих културно-забавних и образовних активности.
Поред матичне библиотеке са преко 45.000 књига, постоје и три истурена одељења за пружање библиотечких услуга у Азбресници, Балајнцу и Југ Богдановацу. Не постоје истурени објекти ове установе.
Тежиште активности ван седишта установе је на отвореном простору. Библиотека је на територији општине Мерошина носилац библиотечко-информационе делатности и главни покретач прикупљања, очувања и промоције завичајне збирке културно-забавног и информационог садржаја.
Ова институција постоји од 1995. године, када је Дом културе у Мерошини постао библотека.